# Billy Arnold
Billy Arnold, (Paterson, New Jersey, 1894. január 23. - Paterson, New Jersey, 1962. január 8.) amerikai zenekarvezető, zongorista. A korai dzsessz egyik első zenekarvezője volt előbb Londonban, majd 1920-tól Párizsban. Ő volt az egyik első ember, aki az amerikai dzsesszzenét Európába hozta. Zenekara erős hatással volt Darius Milhaud klasszikus zeneszerzőre, de Django Reinhardtra is.
Újságkivágások szerint Manhattanben is dolgozott, ahol némafilmek alá muzsikált.

## Pályafutása

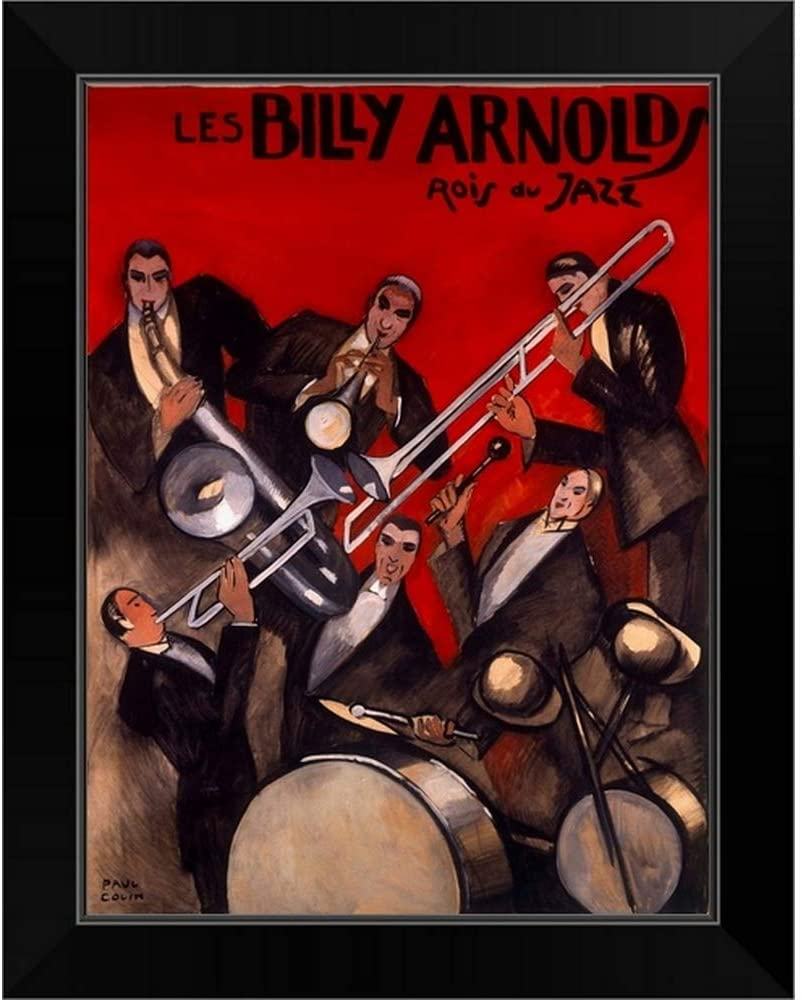

Billy Arnold 1919-ben Londonban tűnt fel olyan zenészekkel, akiket New Yorkból már ismert. Londonban készített néhány lemezt Billy Arnold's Novelty nevű zenekarával, amelynek tagja volt testvére, Henry is, aki Londonban élt. A zenekarnak internetes keresőn keresztül megtalálhatóak olyan felvételei, amelyek az ODJB erős hatását mutatják.
A francia zeneszerző Darius Milhaud Londonban hallotta a zenekart, és arra biztatta Arnoldot, hogy menjen Párizsba, ahol aztán bemutatta az avantgárd zenei körökben. Jean Wiener francia zongoraművész és zeneszerző adott koncertet, amelyen az Arnold zenekart egy gépzongorával működtette.  Igor Stravinsky „Tavaszi áldozat” című művét játszotta. Milhaud írt erről egy 1924-es cikkében („The Jazz Band and Negro Music”):
„Kell, hogy halljunk egy olyan komoly dzsesszzenekart, mint a Billy Arnold vagy a Paul Whiteman zenekara. Náluk semmi sincs a véletlenre bízva, minden egyensúlyban van és arányos... Csak meg kell hallgatni a Billy Arnold-együttes előadását a cannes-i vagy a deauville-i kaszinóban. Néha a négy szaxofon vezet, néha a hegedű, a klarinét, a trombita vagy a harsona. Vagy ismét hallani lehet a hangszerkombinációk végtelen sokaságát, amelyek egyesülnek a zongorával és az ütősökkel, mindegyiknek megvan a maga jelentése, logikája, hangszíne – mindegyik saját gondolattal.”
Arnold zenekara folyamatosan dolgozott Párizsban, Cannes-ban és Deauville üdülővárosaiban, de a francia kormány 1924-ben deportálta − valószínűleg a francia zenész szakszervezetének ösztönzésére. Nem sokkal ezután ismét visszatért Párizsba. Irodát nyititott: a „Billy Arnold's Trans-Variety Theatrical Agency”-t működtetette Párizsban, amely amerikai színészek bemutatására szakosodott.
A fiatal Django Reinhardt nagyon elragadta az Arnold zenekart. A Paul Colin által festett plakáton a „Dzsessz királyaiként” hirdették őket.
1926-ban Arnold zenekara az akkor nemzetközileg is híres Dolly ikrekkel lépett fel, (akiknek többek között a dán király is udvarolt). A Dolly Sisters 1926-ban adománygyűjtő gálakoncertet szervezett, és Arnoldot választotta a zene megszervezésére. A fellépők között volt Josephine Baker és a Broadway sztárja, Harry Pilcer is.
1932-ben a Billy Arnold zenekar a cannes-i kaszinóban játszott, amikor egy oroszlán a kaszinóban történt cselekmény részeként „kitört a ketrecéből, és sétálni indult: a teázóasztalok közelében mászkált. A »Happy Days« harsogó hangjai a tömeg kiáltásai fölé emelkedtek. Az oroszlán üvöltése hallatszott a zenekar vad játéka fölött. Az idomárnak és asszisztensének sikerült megfékeznie az oroszlánt.”

Az amerikai dzsesszzenekarok népszerűek voltak, de ellenszenvvel is találkoztak. Arnold és más amerikai zenészek korábbi deportálása mellett 1933-ban Arnold feleségét, letartóztatták a nizzai tengerparton szeméremsértéssel vádolva, annak ellenére, hogy viszonylag szolid fürdőruhát viselt.

"Az amerikai dzsesszzenészeket utálják riválisaik, mert a látogató közönség ragaszkodik hozzájuk a bennszülöttek helyett − írta a San Francisco Examiner. A kormány olyan törvényeket fogadott el, amelyek szigorúan korlátozzák az egy zenekarban szereplő külföldiek számát. Arnoldot ezek az események annyira feldühítették, hogy elhagyta Franciaországot, és ellenfelei abban reménykedtek, hogy a helyére egy arra érdemes francia kerül."
Arnold és felesége, valamint lányuk, Bobbie Zene Guldeman 1934-ben végleg visszatért az Egyesült Államokba. A második világháború előtt egy kocsmát vezetett Glenns Fallsban, majd 1944-ben megnyitotta a „Billy Arnold’s Rendezvous”-t, amelyet 1962-ben bekövetkezett haláláig vezetett.

## Albumok
- https://www.allmusic.com/artist/billy-boy-arnold-mn0000085021#discography
- https://www.45worlds.com/78rpm/artist/billy-arnold

## Fordítás
- Ez a szócikk részben vagy egészben  a   Billy Arnold című angol Wikipédia-szócikk ezen változatának fordításán alapul.  Az eredeti cikk szerkesztőit annak laptörténete sorolja fel. Ez a jelzés csupán a megfogalmazás eredetét és a szerzői jogokat jelzi, nem szolgál a cikkben szereplő információk forrásmegjelöléseként.